# مونوسدیم گلوتامات
مونوسدیم گلوتامات (به انگلیسی: Monosodium glutamate) با فرمول شیمیایی C5H8NNaO4 یک ترکیب شیمیایی با شناسه پاب‌کم ۸۵۳۱۴ است؛ که جرم مولی آن 169.111 g/mol می‌باشد. شکل ظاهری این ترکیب، پودر بلورین سفید است.